# Вельяминов, Николай Александрович
Никола́й Алекса́ндрович Вельями́нов (1855—1920) — русский врач, лейб-медик, академик медицины, профессор Императорской Военно-медицинской академии, директор Максимилиановской клиники, издатель журнала «Русский хирургический архив». Внук генерала А. Ф. Арбузова.

## Биография
Родился 15 (27) февраля 1855 года в Санкт-Петербурге в семье офицера Преображенского полка Александра Николаевича Вельяминова (1825—1868) от брака его с Екатериной Алексеевной Арбузовой (1827—1897).
В детстве жил в Германии, обучался в гимназиях сначала в Висбадене, затем в Варшаве.
В 1872 году поступил на физико-математический факультет Московского университета, затем перешёл на медицинский факультет. В 1877 году (при объявлении Русско-турецкой войны) сдал досрочно экзамены и был выпущен младшим ординатором в Тифлисский военный госпиталь, а затем служил по 1878 год.
До 1884 года работал ассистентом у К. К. Тейера в Николаевском военном госпитале, а также на Женских медицинских курсах.
В 1880—1881 годах Вельяминов отправился в качестве отрядного хирурга в Ахал-Текинскую экспедицию под началом генерала М. Д. Скобелева; о путешествии оставил «Воспоминания хирурга из Ахалтекинской экспедиции».
В 1883 году получил степень доктора медицины.
В 1884 году Вельяминов работал в больнице Крестовоздвиженской общины сестёр милосердия, принимал деятельное участие в работе Санкт-Петербургского медицинского общества. Имея опыт военного врача, в летнее время на манёврах в Красном Селе служил консультантом-хирургом при Красносельском госпитале, где лично познакомился с Александром III.

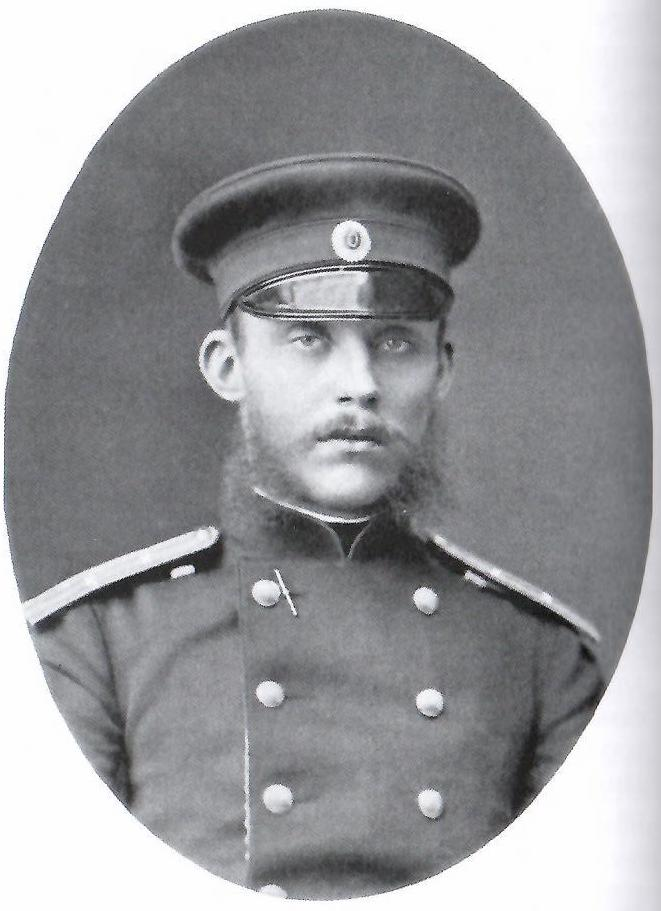
Младший врач 85-го пехотного Выборгского полка Н. А. Вельяминов

В 1885 году основал авторитетный научный журнал «Хирургический вестник» (затем называвшийся «Русский хирургический архив»), редактирование которого продолжал вплоть до октябрьского переворота.
С 1893 года получил звание почётного лейб-хирурга, назначен директором Максимилиановской клиники в Санкт-Петербурге.
В 1894 году получил придворное звание лейб-хирурга. Пользовался расположением императора Александра III, лечил императора во время его последней смертельной болезни в Ливадии и присутствовал при его кончине. Оставил интересные воспоминания об Александре III.
В 1894 году Вельяминов был назначен профессором Академической клиники Виллие, где проработал 19 лет. С 1898 года — инспектор Придворной медицинской части (подразделение Министерства Императорского Двора).
В 1900 году, во время участия российской армии в событиях в Китае — Главноуполномоченный Российского общества Красного Креста по оказанию помощи больным и раненым на Дальнем Востоке.
С 1905 года — тайный советник.
В 1910 году Вельяминов был избран начальником Императорской Военно-медицинской Академии и пробыл им до декабря 1912 года. Подал в отставку 12 января 1913 года из-за глубокого конфликта с военным министром генералом В. А. Сухомлиновым. Избран в академики медицины.
В годы Первой мировой войны Вельяминов с 1914 года состоял инспектором хирургического дела в действующей армии при Верховном главнокомандующем великом князе Николае Николаевиче, объехав с инспекциями все действующие армии. В 1916—1917 годах — начальник санитарной части армейской группы генерала В. М. Безобразова и созданной позднее на её основе Особой армии. Кроме того, на протяжении всей войны принимал участие в работе Главного управления Красного Креста.
После Февральской революции назначен весной 1917 года главным полевым военно-санитарным инспектором.
После Октябрьской революции занял критическую позицию по отношению к Советской власти, в официальных учреждениях не работал. Жизнь Н. А. Вельяминова в этот период была полна невзгод и лишений. В 1919—1920 годах по заказу журналиста Л. М. Клячко написал обширные мемуары, частично опубликованные.
Умер 9 апреля 1920 года от приступа стенокардии. Похоронен на Волковском православном кладбище в Санкт-Петербурге.
Был женат на Елизавете Марквардовне фон Котц (1853—1890) и имел одного сына Александра (1889—1953). Владел имением Гарболово.

## Научная и общественная деятельность
Автор монографий «О вылущении прямой кишки с предварительной и одновременной колотомией по Schin zinger Madelung’y» (СПб, 1889, диссертация); «Сифилис в хирургии» (1903); «Истерия в хирургии» (1904); «Пирогов и вопросы частной помощи на войне» (1907); «Классификация заболеваний суставов» (1908); «Клиника болезней суставов. Сифилис суставов» (1910) и «Учение о болезнях суставов с клинической точки зрения» (опубл. 1924). Всего написал более 100 научных работ.
Вельяминов одним из первых указал на значение эндокринологии в хирургии. Им описана новая форма заболеваний суставов (тирео-токсический полиартрит), дана классификация заболеваний суставов и щитовидной железы. Много ценного внёс в учение о хирургическом лечении туберкулёза; одним из первых в России применил светолечение волчанки, положив начало научной разработке этого вопроса.
Основал Санкт-Петербургское медико-хирургическое общество, организовал в Виндаве (Вентспилс) приморский санаторий для больных костным туберкулёзом, первым начал изучать профессиональный травматизм, интересовался страхованием рабочих и организовал Бюро экспертизы для рабочих (1907), первую станцию скорой помощи в Петербурге, приют для калек.

## Награды
Российской империи

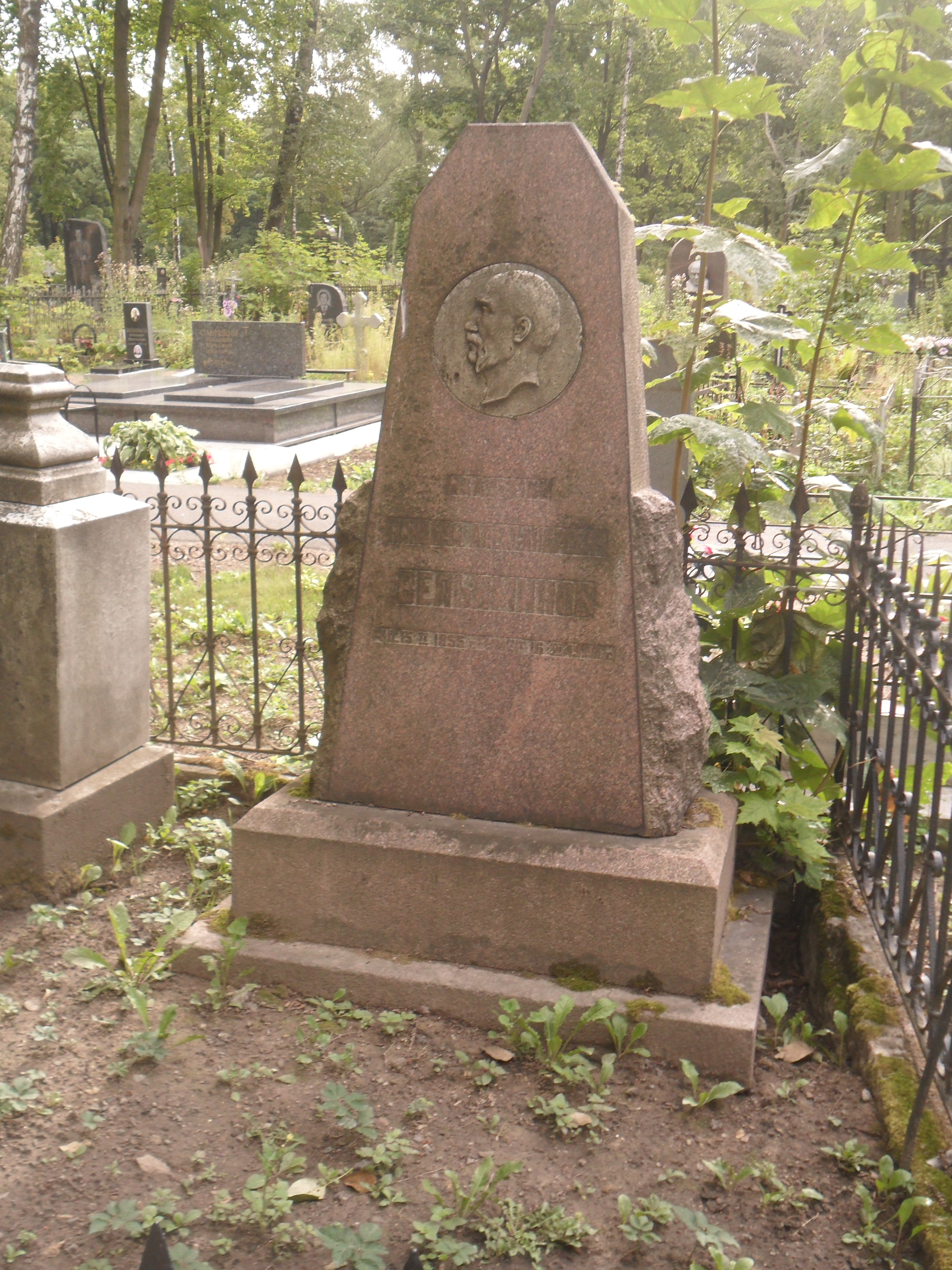
Могила Вельяминова на Волковском православном кладбище Санкт-Петербурга

- Орден Святого Станислава 1-й степени (1903)[7]
- Орден Святой Анны 1-й степени (1907)[7]
- Орден Святого Владимира 2-й степени (1911)[7]
- Орден Белого орла (1913)[7]
- Медаль «В память русско-турецкой войны 1877—1878» (1878)[7]
- Медаль «За взятие штурмом Геок-Тепе» (1881)[7]
- Медаль «В память царствования императора Александра III» (1896)[7]
- Медаль «В память 100-летия Отечественной войны 1812 года» (1912)[7]
- Медаль «В память 300-летия царствования дома Романовых» (1913)[7]
- Знак отличия Красного креста[7]
- Знак отличия «В память 100-летия Императорской Военно-медицинской академии»[7]

Иностранных государств
- Орден Льва и Солнца 3-й степени (Персия, 1882)[7]
- Орден Восходящего солнца 3-й степени (Японская империя, 1898)[7]
- Знак Красного креста (Королевство Сербия, 1902)[7]
- Орден Чёрной звезды большой офицерский крест (Третья Французская республика, 1902)[7]
- Орден Даннеброг командорский крест (Королевство Дания, 1902)[7]